# بول فورتوني
بول فورتوني أوباريدا (بالإسبانية: Pol Fortuny Aubareda؛ مواليد 11 مارس 2005) هو لاعب كرة قدم إسباني يلعب كلاعب خط وسط في نادي ريال مدريد.

## المسيرة الكروية
انضم فورتوني إلى أكاديمية الشباب التابعة لنادي ريال مدريد الإسباني في سن الرابعة عشرة.
في 1 يوليو 2024، تمت ترقية فورتوني إلى ريال مدريد ج وفي العام نفسه، تمت ترقيته إلى قشتالة.

## المسيرة الدولية
شارك فورتوني لأول مرة مع منتخب إسبانيا تحت 19 عامًا لكرة القدم خلال فوز 3–0 على النرويج.

## أسلوب اللعب
وُصف فورتوني بأنه «لاعب كرة قدم متعدد المواهب في الهجوم، مما يجعله لاعبًا لا يُتوقع تصرفاته. فهو قادر على اللعب على الجناح الأيمن، وفي مركز الجناح الداخلي، وكلاعب وسط، و... يتمتع بخصائص تؤهله للعب كمهاجم وهمي رغم طوله... كما أظهر حسًا تهديفيًا استثنائيًا، مما يجعله لاعبًا لا يُركز على إنهاء الهجمات».

## الإحصائيات
آخر تحديث 24 مايو 2025.
| النادي       | الموسم   | الدوري                         | الدوري | الدوري  | أخرى   | أخرى    | المجموع | المجموع |
| النادي       | الموسم   | الدرجة                         | الظهور | الأهداف | الظهور | الأهداف | الظهور  | الأهداف |
| ------------ | -------- | ------------------------------ | ------ | ------- | ------ | ------- | ------- | ------- |
| ريال مدريد ج | 2023–24  | الدوري الإسباني الدرجة الخامسة | 3      | 0       | —      | —       | 3       | 0       |
| ريال مدريد ج | 2024–25  | الدوري الإسباني الدرجة الرابعة | 4      | 2       | —      | —       | 4       | 2       |
| ريال مدريد ج | المجموع  | المجموع                        | 7      | 2       | 0      | 0       | 6       | 2       |
| ريال مدريد ب | 2024–25  | الدوري الإسباني الدرجة الثالثة | 31     | 1       | —      | —       | 31      | 1       |
| الإجمالي     | الإجمالي | الإجمالي                       | 37     | 3       | 0      | 0       | 37      | 3       |

## الإنجازات
إسبانيا تحت 19 سنة
- بطولة أمم أوروبا تحت 19 سنة: 2024[6]

## وصلات خارجية
لا توجد روابط لمواقع التواصل الاجتماعي.

- بول فورتوني على موقع قاعدة بيانات كرة القدم.إي يو (الإنجليزية)
- بول فورتوني على موقع Soccerway.com (الإنجليزية)
- Profile at Real Madrid CF website
- بول فورتوني على BDFutbol